# ابن عبد الحكم
أبو القاسم عبد الرحمن بن عبد الله بن عبد الحكم مؤرخ من أهل العلم بالحديث. مصري المولد والوفاة (187 هـ-257 هـ). وكان والده يشغل إذ ذاك منصب صاحب المسائل، وهي وظيفة لا ينالها إلا العلماء الأمناء. وأسرة ابن عبد الحكم إحدى الأسر العربية التي جاءت إلى مصر في القرن الأول الهجري، ونزلت في بلدة الحقل بالقرب من العقبة. وفي القرن الثاني الهجري، انتقل أفراد الأسرة إلى الفسطاط التي أصبحت بعد الفتح الإسلامي لمصر عاصمة البلاد.

## نشأته ودراسته
نزلت أسرة ابن عبد الحكم مصر في القرن الأول الهجري في بلدة الحقل قرب العقبة، ثم انتقلت إلى الفسطاط عاصمة البلاد. تفقهت أسرته في الدين وتولوا مناصب كبرى في البلاد، وكان لهم أثر في توجيه الأحداث السياسية بمصر، وبسبب ذلك أتيحت لعبد الرحمن فرصة قيمة لدراسة أحوال البلاد وجيرانهم عن كثب في المجال الفكري والسياسي.
في عام 199 هـ، زار الإمام الشافعي مصر ونزل ضيفًا على والده عبد الله بن عبد الحكم. فعاصر في حداثة سنه الحركة الفكرية الدينية التي أحدثها الإمام في مصر. وبعد ذلك، تولى والده رئاسة جماعة المالكية في مصر، حيث جاء علماء الأندلس يدرسون على يديه مذهب مالك بن أنس فتزود عبد الرحمن منهم أخبار الأندلس والمغرب العربي وسمع منهم أحوال أوطانهم.
بالإضافة إلى ذلك، كان أخوة عبد الرحمن الثلاثة الكبار من أفضل العلماء وكانوا شيوخًا وأساتذة أيضًا ونال عبد الرحمن على أيديهم علما ودراية.

## الأحداث السياسية
في 214 هـ، اعترضت جماعة من علماء مصر على تعيين الخليفة المأمون لأخيه المعتصم واليًا على مصر وكتبوا إليه بذلك، وألقى القبض على نفر من كبار أهل مصر وكان من بينهم عبد الله بن عبد الحكم فسجن حتى توفي فيه. فكره عبد الرحمن الاشتغال بالسياسة وعكف على التاريخ.
في 227 هـ، حين حدثت محنة خلق القرآن التي آثارها المعتزلة أيام المأمون، وصلت الأزمة إلى مصر، وعانى منها أخوته الثلاثة الذين كانوا على مذهب مالك بن أنس؛ وحين ولي المعتصم اشتدت الأزمة في مصر، حيث أرسل المعتصم إلى قاضي مصر محمد بن أبي الليث يأمره بامتحان الناس في القول بخلق القرآن فشهر بهم ونالهم الأذى ثم قبض عليهم وعبد الرحمن معهم. عقدت محكمة حينها وعرفت الدعوى باسم قضية بني عبد الحكم بسبب الأحكام القاسية التي نزلت بهم حيث حكم عليهم بغرامة مقدارها 1,404,000 دينار ثم صودرت أموالهم لتحصيل الغرامة وزج بهم جميعًا في السجن حيث مات الأخ الأكبر عبد الحكم بن عبد الله بن عبد الحكم.
وبعد ذلك بثلاثة أشهر، أخرجوا من السجن وأعيدت أموالهم، ولكنهم اعتزلوا الحياة العامة.

## أعماله ومؤلفاته
صنف عبد الرحمن في التاريخ واهتم بتاريخ مصر حيث ألف كتابًا بعنوان فتوح مصر وأخبارها وهو أول ما ألف في التاريخ الإسلامي لمصر وتحدث فيه عن تاريخ مصر قبل الفتح، ثم عن فتح مصر وأخبارها وذكر قضاتها منذ دخول جيوش المسلمين بقيادة عمرو بن العاص وحتى عام 264 هـ.
وأفرد جزء عن فتوح المغرب العربي وأفريقية، لأنه في فترة من الفترات كانت الجيوش العربية الذاهبة إلى الفتح تخرج من مصر بقيادة أمرائها مثل عبد الله بن سعد بن أبي السرح، لذا فهذا الجزء من تاريخ المغرب العربي يعتبر مكملاً لتاريخ الفتح الإسلامي.
كان هدف ابن عبد الحكم تجريد الأخبار المتعلقة بمصر وإفرادها بالتأليف. انفرد بين مؤرخي القرن الثالث الهجري بتجنيب المتلقي الغوص في بحر الصفحات العديدة فجمع الروايات التاريخية وصنفها على السنين. وقد ابتكر أيضا طريقة جديدة في معالجة المادة التاريخية، وهو الأمر الذي كان له الأثر العظيم في تدوين التاريخ الإسلامي في البلاد الإسلامية.
وقد كان كتابه مرجعًا لكل المؤرخين المصريين أو العرب الذين كتبوا عن تاريخ بداية الحكم العربي لمصر مثل ابن زولاق والمسبحي والقضاعي وابن وصيف شاه وابن دقماق والمقريزي وابن حجر[ ؟ ] وابن تغري بردي والسخاوي والسيوطي.
قسم ابن عبد الحكيم موضوع كتابه في تاريخ مصر إلى سبعة أقسام:
- القسم الأول : في ذكر فضائل مصر وتاريخها القديم على ضوء القصص التي رواها القدماء والمعاصرون من الشخصيات العربية.
- القسم الثاني : ذكر فتح العرب لمصر.
- القسم الثالث : ذكر الخطط (المدن والأمصار والمعسكرات) التي شيدها العرب في مصر.
- القسم الرابع : ذكر الإدارة العربية في مصر على عهد عمرو بن العاص وابن أبي السرح.
- القسم الخامس : ذكر كيف أن مصرا صارت على عهدهما قاعدة لنشر الإسلام والحضارة العربية في شمالي إفريقية والأندلس والنوبة.
- القسم السادس : ذكر قضاة مصر منذ الفتح الإسلامي إلى سنة 246 هـ.
- القسم السابع : ذكر الأحاديث التي حفظها الصحابة الذين جاءوا إلى مصر.